# Le Luc
 Le Luc  (en occitano Lo Luc) es una población y comuna francesa, que se encuentra en la región de Provenza-Alpes-Costa Azul, departamento de Var, en el distrito de Draguignan y cantón de Le Luc.

## Demografía
| 3610 | 4266 | 5626 | 6049 | 6929 | 7282 |
| Para los censos de 1962 a 1999 la población legal corresponde a la población sin duplicidades (Fuente: INSEE [Consultar]) |      |      |      |      |      |